# Clemenceau (PA 28)
Pour les articles homonymes, voir Clemenceau (homonymie).
Ne doit pas être confondu avec Clemenceau (porte-avions).
Le Clemenceau (PA 28) est un projet de porte-avions léger destiné à la Marine nationale française. Premier exemplaire d'une série de quatre bâtiments, sa construction, décidée en août 1947, pour un lancement en 1951, a été finalement abandonnée en mars 1949 avant sa mise en chantier, alors que des commandes de matériel avaient déjà été passées et réceptionnées.

## Contexte historique
À la fin de la seconde guerre mondiale, la France ne possède plus qu'un parc hétéroclite de 306 navires de guerre, jaugeant un total d'environ 365 000 tonnes, en provenance des marines alliées et de prises de guerre. Leur état et leur disparité font que les deux tiers devront être retirés du service dès 1950. Sur les trois porte-avions français de l'immédiat après-guerre, un seul est réellement opérationnel :
- Le Béarn, seul porte-avions français durant la guerre, dépassé et trop lent, ne peut servir qu'au transport d'avions.
- Le Dixmude (A609), ex Biter désarmé après la bataille de l'Atlantique et loué aux États-Unis. Remis en état le 9 avril 1946 mais trop lent, il sera lui aussi reconverti en transport d'avions dès le printemps 1947.
- L'Arromanches (R95), ex Colossus, d'abord loué à la Grande-Bretagne pour cinq ans, puis acheté. Mis en service après sa remise en état en 1946, il sera le seul PA français opérationnel jusqu'à l'arrivée du Clemenceau fin 1961, avant d'être transformé en porte-hélicoptère d'assaut en 1962 puis démoli en 1976.

À ce moment, la France est encore à la tête de nombreuses colonies outre-mer et, de ce fait, éprouve le besoin urgent de reconstituer rapidement des « Forces Navales d’Intervention » dont les porte-avions seront un axe majeur avec les cuirassés.
Le retour de la paix voit émerger des projets de constructions de PA aussi ambitieux qu'irréalistes : pas moins de quatre porte-avions de combat, quatre porte-avions d'escorte et un porte-avion école en janvier 1946. Le manque de possibilités budgétaires et de moyens de construction, très endommagés par la guerre, impose rapidement de revenir à des objectifs beaucoup plus modestes.

## Possibilités et choix
Plusieurs hypothèses sont envisagées pour disposer rapidement de porte-avions, à commencer par la conversion de bâtiments lourds existant type cuirassés ou croiseurs, ou encore celle du porte-hydravions Commandant Teste. Autre piste étudiée, la relance de la construction des deux bâtiments de type PA 16 (classe Joffre) de 18 000 tonnes dont la réalisation, initiée en 1936, avait été commencée en 1938 et interrompue en juin 1940, avant d'être reprise puis définitivement stoppée en 1942. En 1946, le Joffre n'était réalisé qu'au quart et le Painlevé jamais mis sur cale. Après étude et analyse toutes ces possibilités sont définitivement abandonnées. 
Reste à envisager des constructions totalement nouvelles. Dès 1938, il existait un projet PA 19, sorte de PA 16 agrandi. Durant l'occupation, le Conseil supérieur de la Marine avait planché sur un nouveau modèle, le PA 25. Lui succéderont les projets du PA 28 (15 700 t), puis du PA 29 (26 130 t) et enfin du PA 31 (38 000 t).
Après de nombreuses hésitations et remises en cause, le projet du PA 28, soutenu par le ministre de la Marine Louis Jacquinot, est adopté par l'assemblée nationale le 7 août 1947. La construction de quatre bâtiments de ce type est votée le 9 avril 1948, le premier, baptisé provisoirement « Clemenceau » devant être réalisé en trois ans, entre 1949 et 1951.

## Caractéristiques

### Dimensions, propulsion et équipage
Long de 215 mètres et large de 25 mètres, le PA 28 déplace 15 700 tonnes lège et 20 110 tonnes en charge, avec un tirant d'eau de 6,50 mètres. Il est propulsé à 32 nœuds par deux turbines à vapeur, développant une puissance de 105 000 chevaux. Les effectifs prévus à son bord sont de 119 officiers, 349 officiers mariniers et 1 334 hommes d'équipage, soit 1 802 hommes. Ses caractéristiques sont comparables à celles des deux porte-avions de combat légers des États-Unis de la classe Saipan.

### Protection et armement
Contrairement à certains porte-avions de la seconde guerre mondiale qui avaient pour base des coques blindées de cuirassés ou de croiseurs, le PA 28 est dépourvu de protections. Par contre, selon l'usage de l'époque, il doit pouvoir assurer sa propre défense et est, pour ce faire, équipé d'une  artillerie considérable : huit affuts doubles de 100 mm et huit de 57 mm.

### Aviation
Pour lancer ses appareils, il est équipé de deux catapultes et de deux ascenseurs d'une capacité de 12 tonnes, ainsi que d'une grue de même force desservant un hangar unique. Il peut embarquer de 44 à 49 appareils dont une partie doit être suspendue au plafond du hangar quand il est à pleine charge.
Les escadrilles envisagées se répartissent entre 22 avions torpilleurs de type NC1070 ou N1500, prototypes présentés au Salon de l’aviation au Grand Palais à Paris le 15 novembre 1946 à côté d'une maquette du PA 28. Pour ce qui est des 22 à 27 chasseurs à réaction prévus, le choix reste ouvert entre SNCAC NC.1080, Arsenal VG 90 et Nord 2200. Finalement, tous ces avions, torpilleurs ou chasseurs, ne dépasseront jamais le stade de prototypes.

## Abandon du projet et conséquences
Dès 1948, il apparait que les crédits dévolus à la construction du bâtiment seront notoirement insuffisants, avec pour conséquence l’allongement de la réalisation et le dépassement du coût initialement prévu. À ce moment les plans définitifs ont été établis, des commandes de matériel notifiées et partiellement réceptionnées, mais la mise en chantier n'a pas encore débuté. Face à cette situation, Paul Ramadier, ministre de la Défense nationale du Gouvernement d'Henri Queuille décide de l'abandon définitif du projet PA 28 le 7 mars 1949.
En 1949, la France ne dispose donc que d'un seul porte-avions : l'Arromanches sans nouvelle construction planifiée. Le 21 juin 1951, les États-Unis prêteront gratuitement à la France l'USS Langley rebaptisé La Fayette sans condition de fin puis, le 5 septembre 1953, l'USS Belleau Wood rebaptisé Bois Belleau, initialement pour la durée de la guerre d'Indochine, puis pour cinq ans.
À l'arrivée en service du Clemenceau (1961) puis du Foch (1963), l'Arromanches sera transformé (en 1962) en porte-hélicoptères d'assaut, en porte-avions ASM et en porte-avions école (dédié à la qualification des pilotes embarqués). Le Bois Belleau et le La Fayette seront, eux, restitués aux États-Unis, respectivement en septembre 1960 et en mars 1963.

## Pour approfondir